# Unión de Rugby del Valle del Chubut
La Unión de Rugby Valle del Chubut (URVCh) se creó el 1 de julio de 1971 en la sede de la biblioteca Agustín Álvarez de Trelew, Chubut, mismo año que se sumó a la Unión Argentina de Rugby, siendo la decimocuarta unión en el país afiliada a la UAR. En la reunión fundacional se encontraban Víctor Brullo y Horacio Arbeletche (Club Universitario, posteriormente Patoruzú RC), Miguel Antonio Vivona (Trelew RC), Adolfo Díaz (Draig Goch RC), Horacio Fernández (Banco Nación) y Oscar Demasi (Bigornia Club). Posteriormente el club Banco Nación dejó de formar parte de la unión y se unió el Puerto Madryn RC.
La unión organiza dos torneos regionales, y luego organiza en conjunto con la Unión de Rugby Austral, el "Torneo Austral de Rugby", el cual sirve para clasificar al "Torneo Patagónico de Rugby", certamen más importante en la patagonia, ya que determina los equipos clasificados a los distintos certámenes nacionales, el Torneo del Interior y el Torneo Nacional de Clubes.

## Historia
El rugby se introdujo en Trelew a finales de la década de 1970. Luego comenzó a expandirse por otras ciudades del Valle inferior del río Chubut como Rawson, Gaiman y Puerto Madryn.
El rugby comenzó a disputarse en Trelew el 19 de marzo de 1966. Ese día se formó Tehuelches RC, primer equipo del valle que surgió un año antes por parte de jóvenes, en su mayoría empleados de Aerolíneas Argentinas y de los distintos bancos, a los cuales se les sumaban otros provenientes de Comodoro Rivadavia que solían viajar hacia Trelew.
Posteriormente, se sumaron dos equipos y, junto con Tehuelches RC, Banco RC y Comandante Luis Piedrabuena disputaron los primeros partidos en la zona. Además se jugaban encuentros ante equipos de la Unión Austral de Comodoro Rivadavia y equipos de la cordillera.
A finales de 1969 se divide Tehuelches RC y se forman Patoruzú RC, Bigornia y Trelew RC. La fundación de la unión fue el 1 de julio de 1971, mientras que los clubes anteriormente mencionados obtuvieron su personería jurídica entre 1970 y 1971.
La primera fecha de encuentros entre clubes fue el 17 de julio de 1971 cuando se enfrentaron Trelew RC y Banco RC, y por otro lado Argentinos del Sur de Gaiman ante Bigornia. El día siguiente se enfrentaron Luis Piedrabuena con Universitario.
En 1972 el seleccionado de la Unión comienza a participar del Campeonato Argentino de Rugby. El primer partido se disputó en Rawson, donde los tehuelches vencieron al representante de la Unión Austral de Comodoro Rivadavia 4 a 0. Tras superar al combinado mencionado, cayó ante la Unión Marplatense 84 a 0 y quedó eliminada del torneo.

## Clubes
Los clubes de esta unión participan del Torneo Regional Patagónico de Clubes.
| Puerto Madryn RC             | Trelew Rugby Club            | Patoruzú RC                   | Bigornia Club                | Draig Goch Rugby Club        |
| ---------------------------- | ---------------------------- | ----------------------------- | ---------------------------- | ---------------------------- |
| Puerto Madryn                | Trelew                       | Trelew                        | Rawson                       | Gaiman                       |
| 14 de mayo de 1974 (51 años) | 15 de mayo de 1970 (55 años) | 16 de marzo de 1972 (53 años) | 24 de mayo de 1971 (54 años) | 12 de mayo de 2004 (21 años) |
|                              |                              |                               |                              |                              |

Otros equipos[cita requerida]
- Valcheta Rugby Club (Valcheta)
- Los Dinos Rugby Club (Las Grutas)
- Albatros Rugby Club (San Antonio Oeste)
- Los Jabalíes Rugby Club (Sierra Grande)
- Valle Medio Rugby Club (Choele Choel)

## Torneos
La URVC pertenece a la Unión Argentina de Rugby y su selección, Los Tehuelches participa del Campeonato Argentino de Rugby, encontrándose al 2016 en la Zona Ascenso B.